# Пісоцьке
Пісоцьке (до 2009 року — Песоцьке) — село в Україні, у Козелецькій селищній громаді Чернігівського району Чернігівської області. Населення становить 65 осіб. До 2016 орган місцевого самоврядування — Лемешівська сільська рада.

## Історія
Офіційна дата заснування — 1725, однак поселення під назвою Песотцкой хутор (як і багато навколишніх поселень) було згадане в переписній книзі Малоросійського приказу (1666). Також наведено відомості про мешканця хутора: Мишка Сидоров, у него 2 вола.
12 червня 2020 року, відповідно до розпорядження Кабінету Міністрів України № 730-р «Про визначення адміністративних центрів та затвердження територій територіальних громад Чернігівської області», увійшло до складу Козелецької селищної громади.
19 липня 2020 року, в результаті адміністративно - територіальної реформи та ліквідації Козелецького району, село увійшло до складу Чернігівського району Чернігівської області.

## Політика

### Парламентські вибори, 2019
На позачергових парламентських виборах 2019 року у селі функціонувала окрема виборча дільниця № 740269, розташована у приміщенні клубу.
Результати
- зареєстровано 53 виборці, явка 67,92%, найбільше голосів віддано за «Слугу народу» і Всеукраїнське об'єднання «Батьківщина» — по 27,78%, за «Європейську Солідарність» — 22,22%[6]. В одномандатному окрузі найбільше голосів отримав Сергій Коровченко (самовисування) — 50,00%, за Бориса Приходька (самовисування) — 11,11%, за Дмитра Пахомова (Слуга народу) і Василя Малика (Європейська Солідарність) — по 8,33%[7].

## Населення

### Мова
Розподіл населення за рідною мовою за даними перепису 2001 року:
| Мова       | Кількість | Відсоток |
| ---------- | --------- | -------- |
| українська | 97        | 98.98%   |
| російська  | 1         | 1.02%    |
| Усього     | 98        | 100%     |

## Пам'ятки
- Поселення «Песоцьке-1[d]» (2 тис. до н.е.);
- Поселення «Калита»[d] (XI-VIIІ ст. до н.е.);